# Mlada Litva
Mlada Litva (litavski: Partija Jaunoji Lietuva) litavska je nacionalistička i populistička politička stranka krajnje desnice sa sjedištem u Kaunasu, gdje je i osnovana 13. veljače 2009. Stranka trenutačno nema zastupnika niti u narodnom parlamentu Seimasu niti u Europskom parlamentu. Vođa stranke je Stanislovas Buškevičius, koji tu dužnost obnaša od osnivanja stranke 2009. godine. Na području nacionalnih pitanja stranka surađuje s Domovinskom unijom, vodećom desničarskom strankom u zemlji.
Na općinskim izborima u Kaunasu 2011. godine, stranka je osvojila četiri zastupnička mjesta (6,5 % glasova) u Gradskom vijeću Kaunasa. Četiri godine kasnije, nisu uspjeli osvojiti niti jedno zastupničko mjesto.

## Vanjske poveznice
- (lit.) Stanislovas Buškevičius - službena stranica političara  Arhivirana inačica izvorne stranice od 14. travnja 2016. (Wayback Machine)